# Kotuzów
Kotuzów, także Kotyzów (ukr. Котузів, Kotuziw) – wieś na Ukrainie w rejonie tarnopolskim należącym do obwodu tarnopolskiego.
Do 2020 w rejonie trembowelskim.